# Darko Rundek

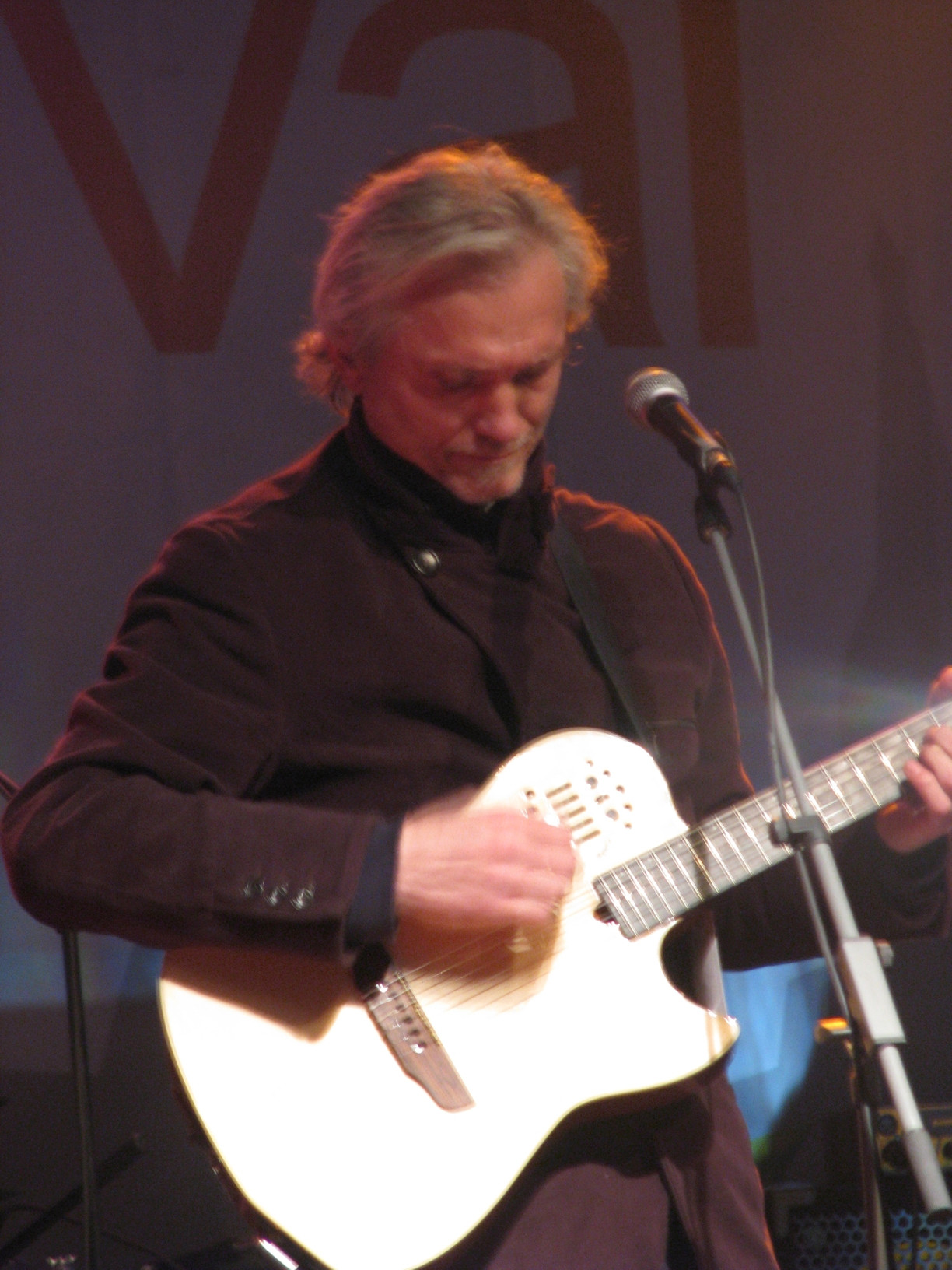
Darko Rundek beim Trenchtown Festival in Palić, Subotica

Darko Rundek (* 30. Januar 1956 in Zagreb) ist ein kroatischer Rockmusiker, Songwriter, Dichter und Schauspieler. Seine musikalische Karriere begann in den frühen 1980er Jahren als Frontmann der Weltmusik-Rockband Haustor. Seit 1991 in Frankreich lebend nahm er Alben mit Musikern aus verschiedenen Teilen der Welt auf.

## Haustor
Haustor wurde 1979 von Srđan Sacher (Bass) und Darko Rundek (Gitarre und Gesang) zusammen mit Zoran Perišić (Schlagzeug) und Ozren Stiglic (Gitarre) gegründet. Damir Prica (Saxophon), Nikola Santro (Posaune) und Zoran Vuletić (Keyboards) ergänzten die original Haustor-Besetzung. Reggae, lateinamerikanische und afrikanische Musik waren bestimmende Einflüsse ihres Sounds.
Die Band veröffentlichte vier Studioalben in den 1980er Jahren: Haustor (1981), Treci Svijet (Dritte Welt, 1984), Bolero (1985) und Tajni Grad (Heimliche Stadt) im Jahr 1988 und drei Singles: Moja prva ljubav (Meine erste Liebe) im Jahr 1980, Zima (Winter) im Jahr 1981 und Radio im Jahr 1982. Das Livealbum Ulje je na vodi (Öl auf dem Wasser) wurde im Jahre 1982 aufgenommen und 1995 veröffentlicht, 81 – ’88 (Best-of) erschien 1995.

## Solokarriere
Darko Rundek begann seine Solokarriere im Jahr 1995 beim kroatischen Musikfestival Fiju Briju, dort präsentierte er neues musikalisches Material das während der folgenden Konzerte, die er in ganz Kroatien gab, weiterentwickelt wurde.
Mit Unterstützung der Plattenfirma Jabukaton wurde das Album Apokalipso (Apokalypse + Calypso) im Jahr 1997 fertiggestellt. Das Album ist stilistisch vielfältig und behandelt die post-kommunistische Ära mit Ironie und Poesie. Er gewann 5 Porins (Song des Jahres, Hit des Jahres, Bester Sänger, Bester Videoclip, Beste Chorperformance).
Das Album U širokom svijetu enthält mehr folkloristische Einflüsse. Mandoline, Dudelsack und Tin Whistle prägen den eklektischen Stil der Songs. Die Zusammenarbeit der Band wurde stabiler und sie tourte in Kroatien und anderen ehemals jugoslawischen Ländern.

## Darko Rundek & Cargo Orkestar
Das Album Ruke entstand aus Improvisation und Austausch mit anderen Musikern. Isabel (Geige), Đani Pervan (Schlagzeuger), Dušan Vranić (Pianist), Vedran Peternel (Sound-Design) und Rundek improvisierten in der umgebauten Wassermühle Isabels am Rand eines kleinen Dorfs. Dokumentiert wurden die Sessions durch die Kameraarbeit von Biljana Tutorov, dessen Video-Projektionen auch zu einem Merkmal der Cargo-Orkestar-Konzerte wurden. Ein Jahr später wurde das Album aufgenommen und gleichzeitig durch Menart in Kroatien und durch Metropolis in Serbien veröffentlicht. Einige Lieder wurden von verschiedenen Mitgliedern der Gruppe mitgeschrieben. Auf der Promotion-Tour im Jahr 2002 wurde die Formation der Band abgeschlossen: der Trompeter Igor Pavlica, der Posaunist Emmanuel Ferraz und der Bassist Bruno Arnalund schlossen sich ihr fest an. Das Projekt wurde durch unterschiedliche musikalische Traditionen beeinflusst: Balkan-Musik, mitteleuropäische und mediterrane Musik, ferner Reggae und lateinamerikanische, osteuropäische und afrikanische Musik.
Im Jahr 2002 wurde Ruke von Piranha Musik aus Berlin veröffentlicht. Das Livealbum Zagrebacka magla erschien 2004 bei dem Label Menart (Zagreb) und Mhm A-Ha Oh Yeah Da-Da wurde im Jahr 2006 wieder von Piranha Musik veröffentlicht. Bei ihren Konzerten mischten Darko Rundek & Cargo Orkestar neue und alte Songs aus ihrem Repertoire.

## Theater, Film und Radio
Im Jahr 1982 erwarb Darko Rundek sein Diplom in Regie an der Schauspielhochschule in Zagreb mit seinem Abschlussfilm Amerika Hurra! von Jean-Claude van Itallie. Er führte Regie in einer Reihe von Theaterstücken (Sie sagen, die Eule war einst die Bäckerstochter; Drei Ohrfeigen, Satiren aus Hekuba, Nein, Balladen von Petrica Kerempuh) und wirkte auch gelegentlich als Schauspieler. So spielte er z. B. in Herman J. Burgerfor Film Ruševine (Ruinen, 2004) mit.
Darko Rundek schrieb und produzierte viel Filmmusik. Zwischen 1982 und 1991 führte Darko Rundek in rund 50 Hörspielen und Dokumentationen von Radio Zagreb Regie, für die er auch die Musik schrieb.

## Diskografie

### Studioalben
Mit Haustor
| - Haustor (1981) - Treci Svijet (1984) - Bolero (1985) - Tajni Grad (1988) - Uzivo Tvornica (2002) Solo und mit Cargo Orkestar - Apokalipso (1997) - U širokom svijetu (2000) - Ruke (2002) - Zagrebacka Magla (2004) - Mhm A-Ha Oh Yeah Da-Da (2008) - Balade Petrice Kerempuha (2008) - Kazaliste Antonio Gandusio, Rovinj (2009) - Rariteti ... CD 1 (Studio) (2010) - Plavi Avion (2010) - Mostovi (2015) - Apocalypso (Remastered, 2017; Kroatien Platz 1) - Ruke (Remastered, 2022; Kroatien Platz 1) - Za vašu posljepodnevnu razonodu (mit dem Jazz Orkestar HRT-a, 2022; Kroatien Platz 1) |

### Konzertalben
- Long Time No See (2000)
- Zagrebacka magla (2004)
- Live U Domu Omladine (2008)
- Beograd, Sava Centar (2008)
- Rariteti ...CD 2 (Live) (2010)